# SD-kvinnor
SD-kvinnor är ett kvinnoförbund i Sverige, med anknytning till Sverigedemokraterna. Förbundet bildades i oktober 2010.

## Styrelse

### Ordförande
- 2010–2019: Carina Ståhl Herrstedt
- 2019–: Linda Lindberg

### Vice ordförande
- 2011: Therese Borg[2]
- 2021–2023: Caroline Nordengrip
- 2023–: Mona Olin

### Andre vice ordförande
- 2023–: Caroline Nordengrip

### Förbundssekreterare
- 2021–2022: Anna-Lena Blomkvist

### Ledamöter
- 2011: Hanna Wigh Mazeitaviciene
- 2011: Janita Kirchberg
- 2021–2022: Emelie Nixon
- 2021–2022: Elin Jensen
- 2021–2022: Linda Hallbeck
- 2021–2022: Anna-Karin Åström

### Suppleanter
- 2011: Anna Wigenstorp
- 2011: Julia Holmelius
- 2021–2022: Lena-Karin Lifvenhjelm
- 2021–2022: Lotta Antman
- 2021–2022: Agneta Kjaerbeck

### Fotnoter
1. ↑  ”Om oss”. SD-kvinnor. http://sdkvinnor.se/om-sd-kvinnor/. Läst 31 augusti 2014.
2. ↑  Carina Herrstedt vald till ny ordförande för SD-Kvinnor